# Hybolasius thoracicus
Hybolasius thoracicus är en skalbaggsart som beskrevs av Thomas Broun 1893. Hybolasius thoracicus ingår i släktet Hybolasius och familjen långhorningar. Inga underarter finns listade i Catalogue of Life.